# Hydrobiosis soror
Hydrobiosis soror är en nattsländeart som beskrevs av Mosely in Mosely och Douglas E. Kimmins 1953. Hydrobiosis soror ingår i släktet Hydrobiosis och familjen Hydrobiosidae. Inga underarter finns listade i Catalogue of Life.